# یومی فوکاوا
یومی فوکاوا (انگلیسی: Yumi Fukawa؛ زادهٔ ۲۲ مهٔ ۱۹۷۶) کشتی‌گیر کشتی حرفه‌ای، و شخصیت‌های تلویزیونی در ژاپن اهل ژاپن است.